# Asplenium picardae
Asplenium picardae är en svartbräkenväxtart som beskrevs av Georg Hans Emmo Wolfgang Hieronymus. Asplenium picardae ingår i släktet Asplenium och familjen Aspleniaceae. Inga underarter finns listade.